# أغسطس هاريس
كان السير أغسطس هنري غلوسوب هاريس (18 مارس 1852- 22 يونيو 1896) ممثلًا بريطانيًا ورائدًا وكاتبًا مسرحيًا وشخصية مهيمنة في مسارح ويست إند من ثمانينيات القرن التاسع عشر حتى تسعينياته.
وُلد هاريس في عائلة مسرحية، وسعى لفترة وجيزة وراء مهنة تجارية قبل أن يصبح ممثلًا ثم مديرًا مسرحيًا. في عمر السابعة والعشرين، استأجر مسرح دروري لين الملكي الكبير، حيث أقام ميلودرامات شعبية وبانتوميمات على نطاق واسع ومذهل. قدمت البانتوميمات نجوم قاعات موسيقية بارزين مثل دان لينو وماري لويد وليتل تيك وفيستا تيلي. دعمت أرباح هذه الإنتاجات مواسم الأوبرا الخاصة به، فكانت على نفس القدر من الفخامة، وممثلوها نجوم وذخيرتها الفنية مبتكرة. قدم أول إنتاج بريطاني لأوبرا داي ميستيرسينغير وأول إنتاج في أي مكان خارج ألمانيا لأوبرا تريستان وإيزولت، وأعاد إحياء تقديم الكلاسيكيات الراسخة.
بقي هاريس مسؤولًا في دروري لين لبقية حياته، وفي 1888 تولى مسؤولية إضافية بإدارة دار الأوبرا الملكية الإيطالية، كوفينت غاردن، وتحديث إنتاجاتها ومخزونها والتخلي عن الطريقة القديمة التي كانت تُغنى بها جميع الأوبرات، أيًا كانت جنسيتها، باللغة الإيطالية. غير اسم المسرح إلى دار الأوبرا الملكية في 1892. في كل من دروري لين وكوفينت غاردن، أشرك أكثر الفنانين احترامًا بما فيهم هانس ريختر وغوستاف مالر بصفة قائدي فرق موسيقية، ومن بين المغنين إيما ألباني ونيلي ميلبا وأديلينا باتي وجان وإدوارد دي ريزكي وفيكتور ماوريل.
في 1892، تولى هاريس دار الأوبرا الملكية الإنجليزية الفاشلة وحولها إلى قاعة موسيقية ناجحة مطلقًا عليها الاسم الجديد مسرح قصر الفنون. كان نشطًا في الشؤون المدنية، وعضوًا في مجلس مقاطعة لندن، وشريف مدينة لندن وماسونيًا بارزًا. ساءت صحته تحت ضغط نشاطاته المتنوعة، وتوفي بعد مرض قصير عن عمر يناهز 44 عامًا.

## حياته وعمله

### نشأته
خرج هاريس من عائلة موسيقية ومسرحية. كان جده لأبيه، جوزيف غلوسوب (1793- 1850)، مديرًا في أوقات مختلفة لمسرح كوبورغ الملكي في لندن (وصار اسمه لاحقًا أولد فيك)، ولا سكالا بميلانو، ومسرح سان كارلو بنابولي، وجدته لأبيه، إليزابيث فيرون (1797- 1853)، مغنية سوبرانو ذائعة الصيت، لُقبت «بكاتلاني الإنجليزية»، ووالده أغسطس غلوسوب هاريس (1825- 1873)، مدير مسرح رائد، ووالدته ماريا آن، واسم عائلتها قبل الزواج بون (1825- 1892)، مصممة أزياء مسرحية معروفة باسم «مدام أوغست». أنجب أغسطس الأب وزوجته خمسة أطفال ارتبطوا جميعًا بالمسرح. وُلد هاريس في 18 مارس 1852 في رو تيتبو بباريس، قرب سالي فينتادور، حيث كان والده مديرًا مسرحيًا لجماعة كوميدي إيتاليين الأوبرالية.
تلقى هاريس الشاب تعليمه في لندن، ثم، ومن عمر الثانية عشرة، في ليسي شابتال وأكاديمية ليكول نيدرماير الموسيقية بباريس. ومن بين الأصدقاء الذين التقى بهم بعد ذلك الملحن غابرييل فوري، والناشر الموسيقي لوي براندوس، ومدير الأوبرا ليون كارفاليو، وصهره المستقبلي هوريس سيدجر، ومغنية السوبرانو أديلينا باتي. أكمل تعليمه في هانوفر ليتعلم اللغة الألمانية، وبعد ذلك انضم إلى الشركة المالية إميل إرلانجر وشركائه، ثم إلى منزل تيفاني الباريسي. بعد أن توفي والده في 1873، هجر هاريس التجارة («لم أرَ مستقبلًا في «الأعمال المكتبية») وتبع نداء العائلة المسرحي. ظهر لأول مرة بصفة ممثل في دور مالكولم في مكبث في سبتمبر 1873 في المسرح الملكي بمانشستر مع جماعة يرأسها دبليو. إتش. بينينغتون وجينيفييف وارد وتوم سوينبورن. وفقًا لكاتب سيرتي جيه. بّي. ويرينغ، فقد أعقب ذلك بأدوار كوميدية خفيفة وصبيانية مع جماعة باري سوليفان في أمفيثياتر بليفربول.
أشرك الرائد جيه. إتش. ميبلسون هاريس بصفة مدير مسرحي مساعد، وسرعان ما تأثر بما يكفي ليجعله المسؤول الوحيد عن جماعة الأوبرا الإيطالية الخاصة به. ذهب هاريس في جولة مع جماعة ميبلسون بصفة مدير مسرحي، وكان أخوه الأصغر تشارلز، الذي اشتُهر لاحقًا باسم ريتشارد دويلي كارتيه مخرجًا مسرحيًا. في 1876، عُين هاريس مديرًا مسرحيًا مقيمًا في مسرح الأمير بمانشستر، وبالقرب من نهاية ذلك العام، عندما قدم بانتوميم سندباد البحار لتشارلز ويندهام في كرستال بالاس، كان قد اكتسب سمعة واسعة، إذ كتب أحد المراجعين أن الإدارة لا يمكن أن تحظى بمدير مسرح أفضل من هاريس.

### انتقاله إلى الإدارة
استمر هاريس بالظهور بصفة ممثل. في 1877، منحه ويندهام الدور الشاب الرئيس في ذا بينك دومينوز بمسرح كريتيريون في ويست إند. استمر لـ 555 عرض أداء لم يفوّت هاريس واحدًا منها. كان ممثلًا كفؤًا، لكن مواهبه وميوله شدته إلى الإدارة. في عام 1879، بعد أن رأى أن مسرح دروري لين الملكي مغلق وخالٍ، عزم على إعادة فتحه. لم يملك إلا قليلًا من المال، لكنه جمع أموالًا كافية من الأصدقاء بما في ذلك والد زوجته المستقبلي للحصول على عقد الإيجار. لم يتمكن فورًا من تقديم إنتاج خاص به، وفي البداية أجر المسرح لجورج ريغنولد، الذي قدم إنتاجًا مذهلًا لهنري الخامس من بطولته، والذي خسر مالًا، ما زاد من سمعة دروري لين على أنه دار خاسرة.
أتبع هاريس إنتاج ريغنولد بأولى بانتوميماته في دروري لين، بلوبيرد، التي كتبها «الأخوة غرين» (إي. إل. بلانشارد وتي. إل. غرينوود)، والتي قُدمت ببذخ وروجعت مراجعة جيدة ونجحت ماليًا. بعد موسم شكسبيري وجيز، قدمته جماعة ماري ليتون، قدم هاريس أول ميلودراما في سلسلته، العالم (يوليو 1880)، والتي شارك في كتابتها، ونظمها، ومثل فيها. أسس نمطًا من الميلودراما المربحة في أواخر الصيف والخريف وبانتوميمات أكثر ربحًا حتى في الشتاء، وكلها دعمت المواسم الطموحة التي قدمها في الربيع وبداية الصيف. في بانتوميماته، قدم هاريس نجوم قاعات موسيقية من الصف الأول، فكان من بين المؤديات ماري لويد وكيت سانتلي وفيستا تيلي، ومن بين المؤدين هربرت كامبيل ودان لينو وآرثر روبرتز وليتل تيك. يرى بعض النقاد أن هاريس قد شوه البانتوميمات عن طريق استيراد أدوار القاعات الموسيقية، ولا سيما الكوميديين المبتدئين، لكن المؤرخ المسرحي فيليس هارتنول كتب أنه «كان فيه حس من المسرحية الإيمائية القديمة، فوفر لها مشهدًا وآلات فخمة وأشرك مهرجين وبهلوانات ممتازين».